# Drugstore Publicis Champs-Élysées
Publicis Drugstore
Le Drugstore Publicis Champs-Élysées , également dénommé « Publicis Drugstore » (depuis 2004) comme l'indique l'enseigne apposée sur sa façade principale, est un centre commercial situé sur l'avenue des Champs-Élysées, dans le 8e arrondissement de Paris. Un premier bâtiment, construit en 1903, abrita à l'origine un hôtel, L'Astoria, inauguré en 1907. Celui-ci fut réaménagé en drugstore en 1958, puis totalement reconstruit en 1975, après un incendie survenu trois ans auparavant.

## Situation
Ce bâtiment, à vocation commerciale, est situé au no 133 de l'avenue des Champs-Élysées, à l'angle de la rue de Presbourg et de la rue Vernet.
Il est desservi par la station du métro de Paris « Charles de Gaulle - Étoile » qui comprend les lignes 1, ligne 2 et 6.

## Historique

### L'hôtel Astoria

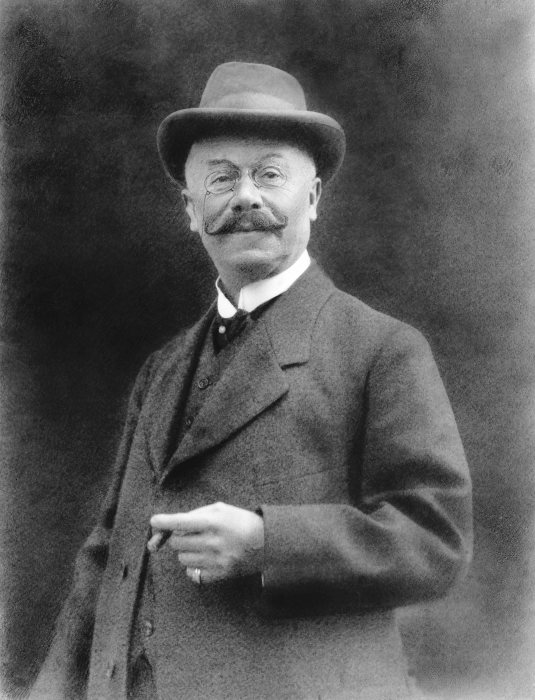
Le créateur de l'hôtel, Emil Jellinek-Mercedes.

En 1902, l'homme d'affaires et diplomate austro-hongrois Emil Jellinek-Mercedes (initiateur de la marque automobile allemande Mercedes la même année) décide de faire construire un des premiers palaces parisiens sur l'avenue des Champs-Élysées, non loin de la place de l'Étoile. Conçu par l'architecte Gustave Rives, l'hôtel Astoria (en référence à la famille Astor) est inauguré le 10 octobre 1907.
L'hôtel, très critiqué par Georges Clemenceau, alors président du conseil des ministres, et par la presse en raison de son architecture considérée comme très germanique (« Kolossale et munichoise »), est dirigé par un compatriote de Jellinek, Arthur Gessler.
Dès le début de la Première Guerre mondiale, l'empereur d'Allemagne Guillaume II avait prévu de réserver une suite dans cet hôtel afin d'y célébrer la prise de Paris et sa marche triomphale dans la capitale française, ce qui n'arriva pas car l'invasion allemande fut stoppée à quelques kilomètres lors de l'offensive de l'été 1914.
En 1915, le gouvernement français saisit l'établissement comme « bien appartenant à l’ennemi » ; celui-ci abrite la Croix-Rouge japonaise durant la Grande Guerre. En 1923, l'hôtel devient le siège de la commission alliée des réparations, laquelle est à l'origine du plan Dawes en 1924,.
Durant la Seconde Guerre mondiale, un tunnel construit par l'occupant relie cet hôtel à l'hôtel Majestic, siège du Militärbefehlshaber in Frankreich (Haut commandement militaire allemand en France), situé sur l'avenue Kleber, et au central téléphonique de l'Abwehr situé au no 17 de la rue Lapérouse.

### Le premier drugstore (1958-1972)

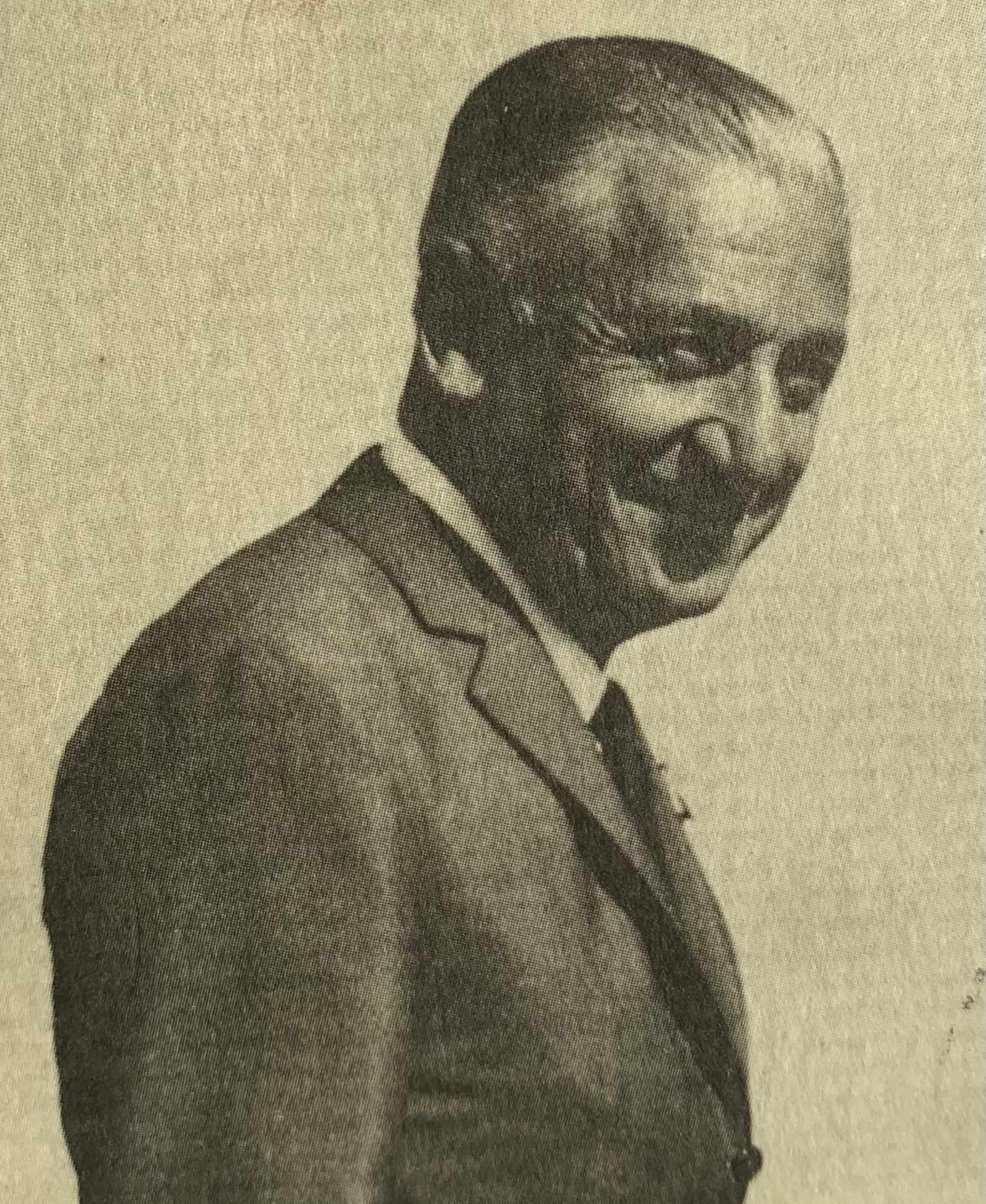
Le créateur du drugstore, Marcel Bleustein-Blanchet.

En 1958, le publiciste Marcel Bleustein-Blanchet (1906-1996) rachète le bâtiment de l'hôtel afin d'y fixer le siège de sa société Publicis Groupe. Au rez-de-chaussée du bâtiment remanié pour l'occasion, il adapte le concept américain de drugstore pour une clientèle française. Celui-ci comprendra un restaurant, une pharmacie, ainsi qu'une boutique vendant cigares et cigarettes, des journaux et des articles cadeaux et reste ouvert très tard dans la nuit.

Marcel Bleustein-Blanchet avait découvert lors d'un séjour nocturne à Manhattan, en 1949, le concept de drugstore
«  J’ai aperçu la lumière d’une petite boutique (un drugstore) […]. En deux minutes, j’ai pu acheter un hamburger, une brosse à dents, un journal et un paquet de cigarettes. Pour obtenir la même chose à Paris, il m’aurait fallu dénicher un bureau de tabac, entrer dans un café et renoncer à la brosse à dents, faute de pharmacie ouverte… »
La création de ce type d'établissement, d'inspiration américaine, attire une vive critique de la part du garde des Sceaux du gouvernement Charles de Gaulle, Michel Debré mais le publiciste va jusqu'au bout de son idée et l'établissement ouvre ses portes avant la fin de l'année. Dès les premières années de sa création, le drugstore et son bar attirent la jeunesse parisienne huppée de Paris, admiratrice de l’American way of life qu'elle pense retrouver en ce lieu. Elle est d'ailleurs moquée par le chanteur et compositeur Jacques Dutronc et son auteur Jacques Lanzmann dans la chanson Les Play-Boys, sortie en 1966 :
« J'ai pas peur des petits minets

Qui mangent leur ronron au drugstore,

Ils travaillent tout comme les castors

Ni avec leurs mains, ni avec leurs pieds. »
Très rapidement, le drugstore est fréquenté par ce qu'on dénomme le « Tout-Paris ». Le roi Hassan II du Maroc vient y acheter des jouets pour ses enfants. Les jeunes Fabrice Luchini, Jean-Paul Goude, Richard Berry, Vincent Bolloré et Maurice Lévy (bien avant de devenir le PDG du groupe) fréquentent le bar et y rencontrent des célébrités déjà connues telles que Gérard Manset, Boris Bergman, Antoine Gallimard ou le pilote Jacques Laffite. Face à ce succès, de  nouveaux établissements sont créés : le « Drugstore Matignon » sur le rond-point des Champs-Élysées et le « Drugstore Saint-Germain » le 19 octobre 1965, sur le boulevard Saint-Germain dans le 6e arrondissement de Paris.
Dans la nuit du 27 au 28 septembre 1972 entre 23 heures et 3 heures du matin, un gigantesque incendie détruit totalement les 6 000 mètres carrés de l'immeuble Publicis, faisant une victime. L'enquête des pompiers de Paris indique que l'incendie aurait pris naissance dans un enclos à poubelles situé au niveau du no 30 de la rue Vernet, non loin de l'entrée du drugstore.

### Le second drugstore (1975)
L’immeuble Publicis, avec à sa base le drugstore Publicis, est reconstruit durant les années 1973-1975 par l’architecte Pierre Dufau (qui fut également le concepteur de nombreux palaces parisiens). L'architecture est simple et adopte les codes esthétiques de l'époque. Les terrasses paysagères ouvrent une perspective sur l’avenue des Champs-Élysées et sur la rue Vernet, formant ainsi une couronne de verdure face à l’Arc de Triomphe.

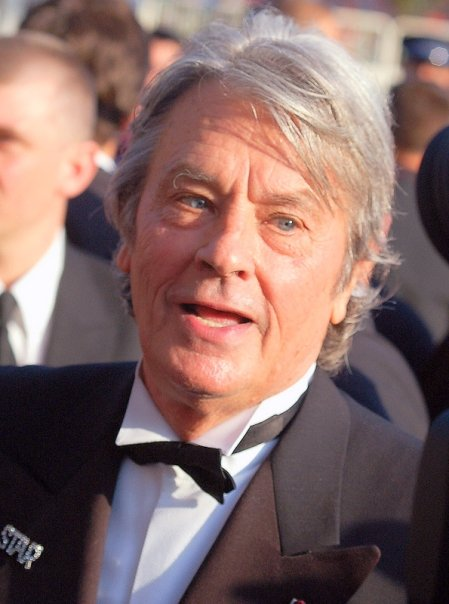
Alain Delon.

En 2004, l’architecte italien Michele Saee (en) réaménage complètement la façade en fixant de nouveaux panneaux de verre d'inspiration plus moderne, qui la rendant plus visible dans cette partie de l'avenue des Champs-Élysées. Il est inauguré par l'acteur Alain Delon (comme il l'avait fait pour le premier drugstore en 1958) et son fils Anthony, en présence du maire de Paris Bertrand Delanoë et du PDG de Publicis groupe, Maurice Lévy. Simone Veil, Bernard Kouchner, Laurent Fabius étaient également présents avec de nombreux grands chefs d'entreprise. La même année, le drugstore Publicis devient dès lors le « Publicis drugstore ». En mai 2017 s’ouvre un nouveau restaurant dénommé simplement « Le Drugstore », dont le design est signé par Tom Dixon et la carte signée par le chef Éric Frechon.
Le soir de la finale de la coupe du monde de football, le 15 juillet 2018, une trentaine de jeunes, profitant de manifestations organisées par les supporters de l'équipe de France sur les Champs-Élysées, attaque et pille le Drugstore Publicis. La plupart d'entre eux sont entrés du côté de l'avenue Marceau, puis en ressortent après s'être emparés de bouteilles de vin ou de champagne. Lors d'une manifestation liée au mouvement des gilets jaunes organisée le 8 décembre 2018, le drugstore subit une tentative d'incendie, puis d'invasion des lieux qui sera empêchée par les forces de l'ordre.

## Description

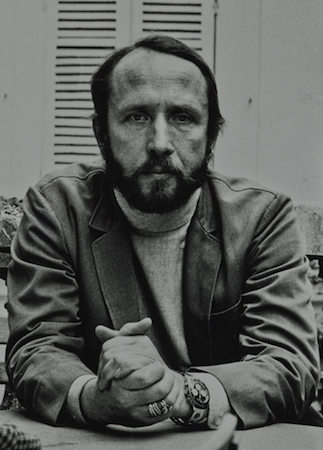
Le décorateur Slavik.

L'ancien bâtiment, de type haussmannien, présentait, entre l'avenue des Champs-Élysées et l'avenue Marceau, une façade principale surmontée de deux dômes très controversés à l'époque de leur construction. Les terrasses des étages supérieurs permettaient aux clients d'admirer l'Arc de Triomphe.
Après sa transformation en drugstore par Marcel Bleustein-Blanchet, l'aspect extérieur changea peu mais le rez-de-chaussée fut entièrement réaménagé en espace commercial avec des matières nobles, telles que le cèdre verni pour les boiseries, le cuir pleine peau pour les sièges, du verre de Murano et d'épaisses moquettes, tout cela conçu selon les indications du décorateur français d'origine russe Slavik qui décora également d'autres espaces du groupe Publicis dans les années 1960.
Le bâtiment actuel présente de grandes façades vitrées sur l'avenue des Champs-Élysées, la rue de Presbourg et la rue Vernet. Il abrite un bar-brasserie ainsi qu'une salle de restaurant de 350 m2 avec sa terrasse extérieure, un débit de tabac et de journaux, une librairie, une pharmacie (sur la rue Vernet). Les décors et le mobilier très élaboré indiquent qu'il s'agit d'un établissement de luxe qui cible une clientèle plutôt aisée.
Les deux entrées situées du côté de la rue Vernet et l’entrée principale du côté de l'avenue des Champs-Élysées (avec son grand tourniquet) sont reliées entre elles par une troisième partie en couloir. En 2016, le côté réservé à la restauration était divisé en trois parties : le restaurant « steakhouse », le bar et le salon de thé.
Un cinéma (le Publicis Cinémas) appartenant au même groupe est attenant au drugstore.

## Un phénomène culturel: «La bande du drugstore»
Dans les années 1960, le drugstore des Champs-Élysées accueille des jeunes gens issus de la bourgeoisie parisienne que la presse finit par décrire comme la « bande du Drugstore ». Ils sont appelés « minets » ou « blousons dorés »,, et leur style est présenté comme un véritable phénomène de sous-culture avec ses rites et ses goûts musicaux. Né au cours de cette décennie, le mouvement connaît son apogée en 1966 avant de disparaître avec mai 1968. Décrit comme « anti yéyé », leur code vestimentaire est assez strict ; ils portent ainsi :
- des blazers à boutons dorés (avec un écusson à l'anglaise) ;
- des vestes en tweed (motif pied-de-poule ou en flanelle) ;
- des chemises en oxford à col boutonné ;
- des trench-coats en gabardine (le plus serré possible) ;
- des costumes cintrés en velours de marque ;
- des cinq-poches en corduroy portés près du corps ;
- des clarks ou des boots à zip, voire des mocassins de marque ;
- des pulls shetlands à col rond arrivant au-dessus de la ceinture choisis dans des couleurs vives.

Cette période est évoquée par le film de film français réalisé par François Armanet, sorti en 2002 et adapté de son roman, La Bande du drugstore.

Quelques photos de l'hôtel Astoria et du Publicis Drugstore
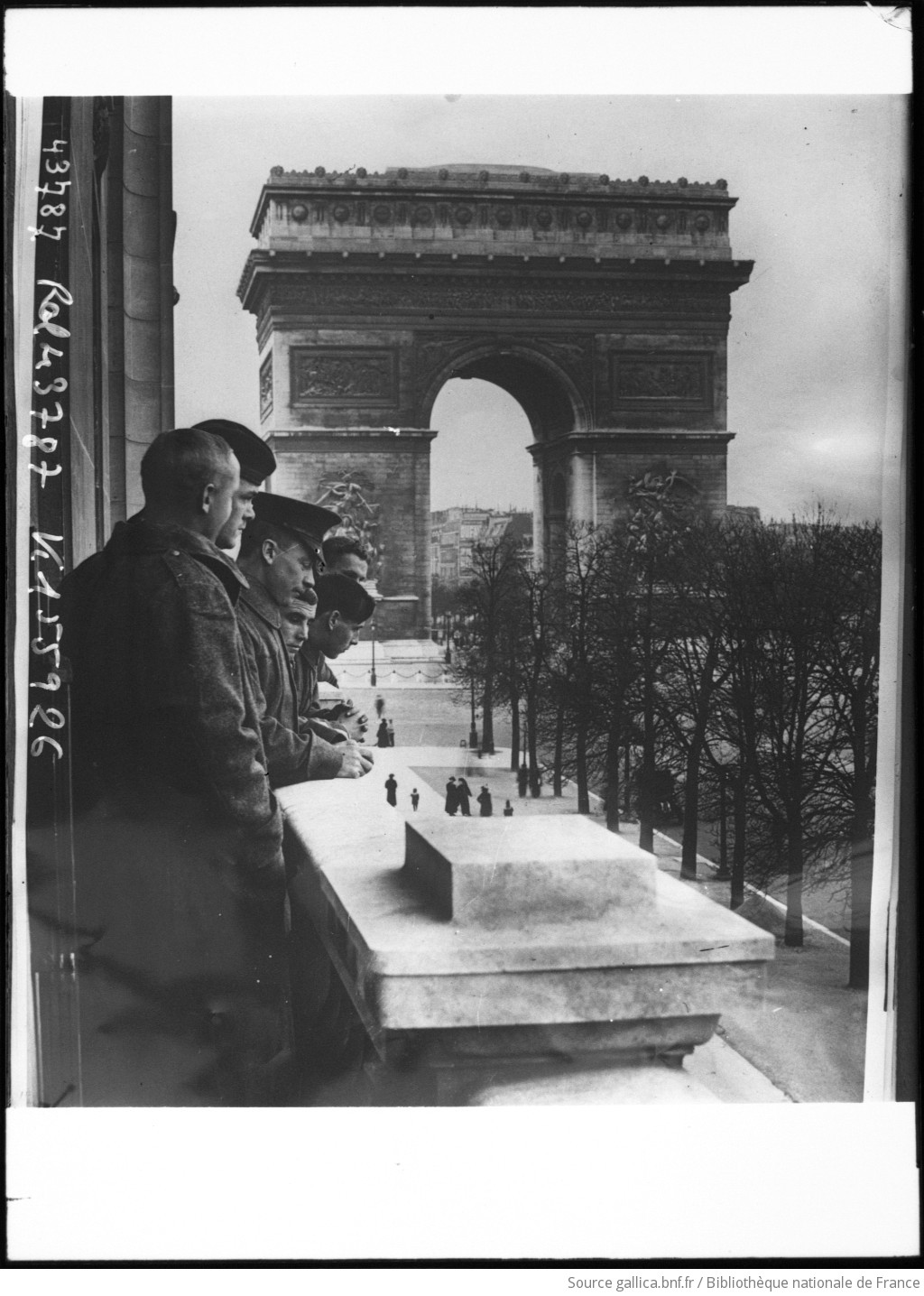
Blessés britanniques à l'hôtel Astoria (avant 1918).
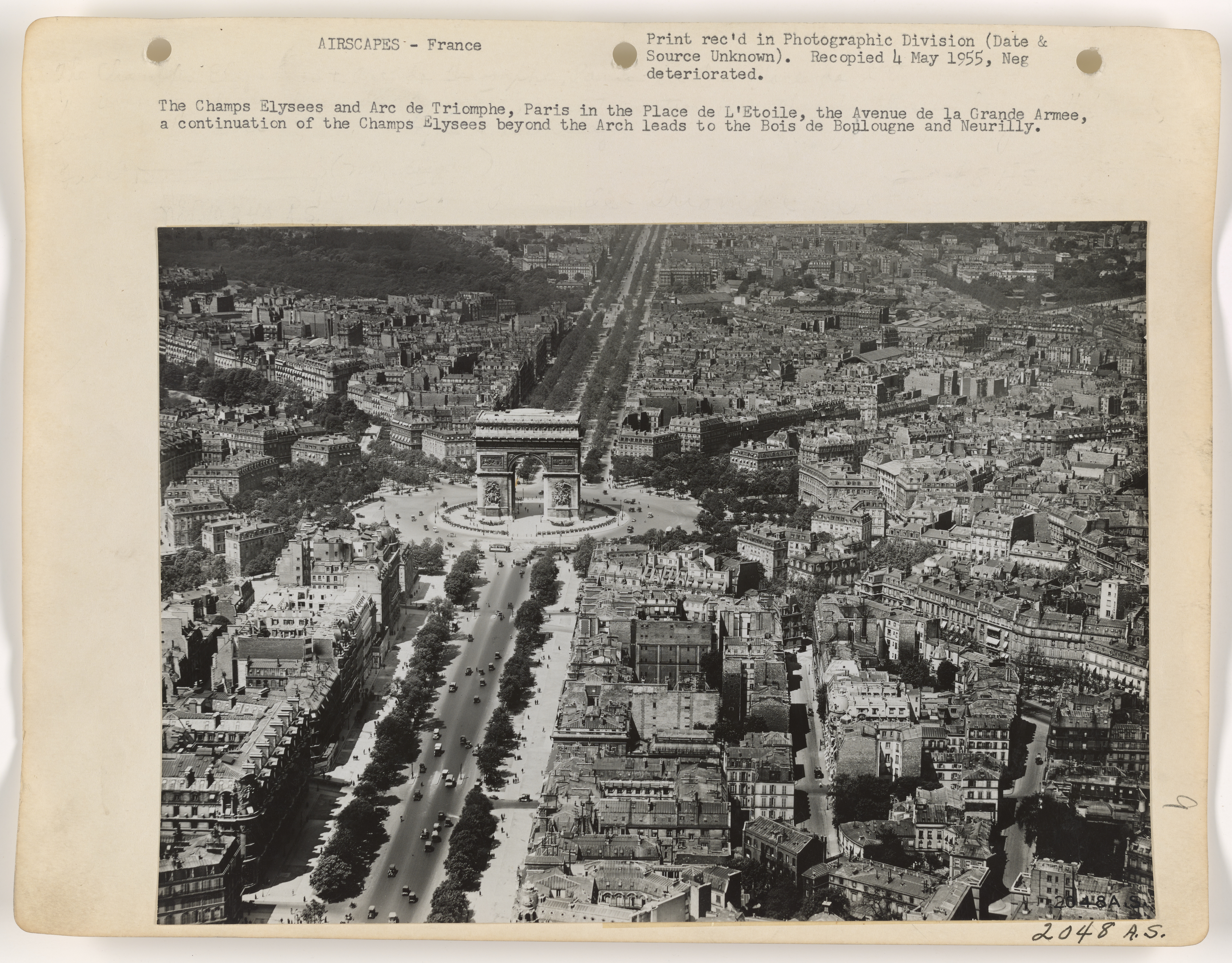
L'hotal Astoria, surmonté de ses deux bulbes (1947).
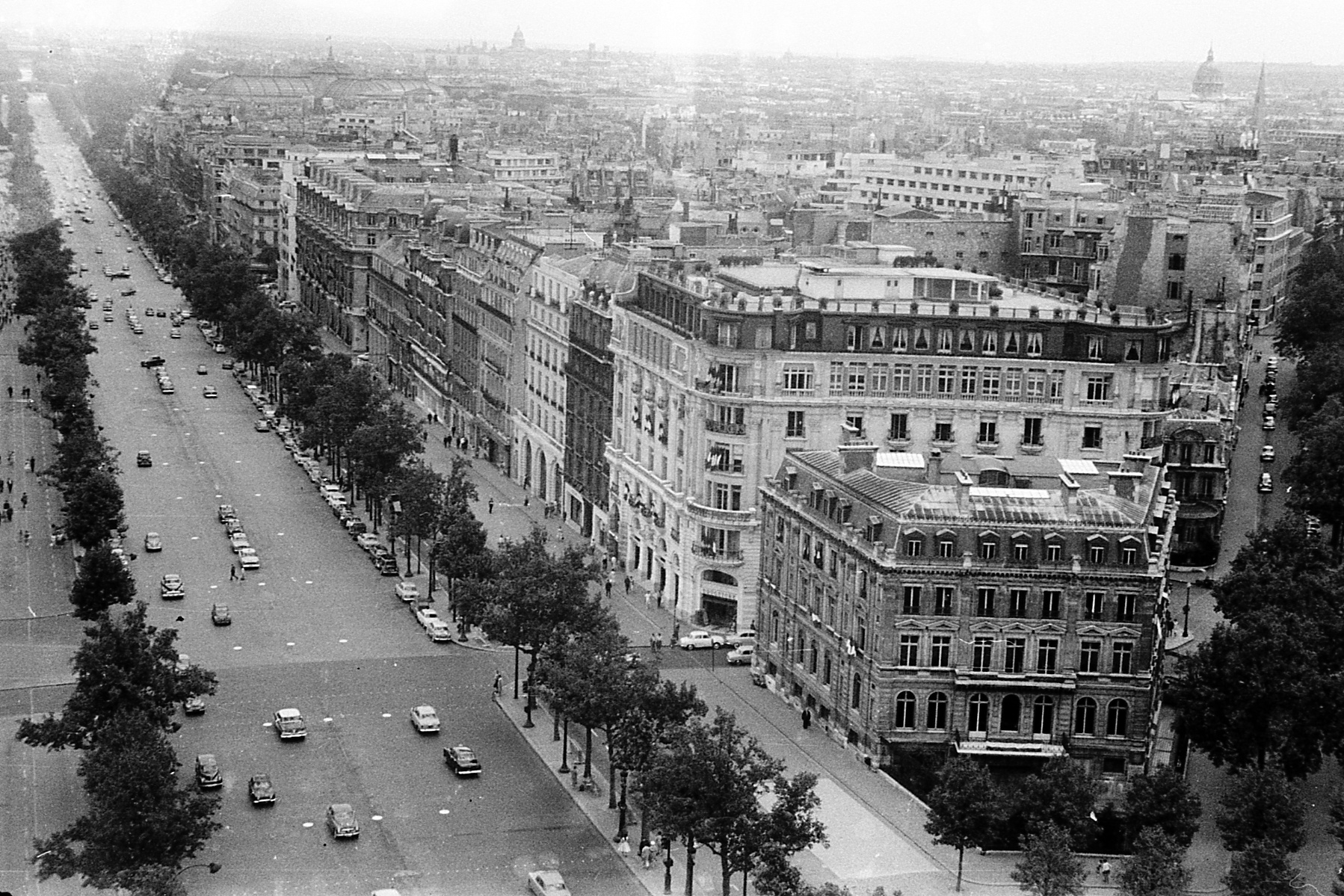
Premier Drugstore Publicis (1965).
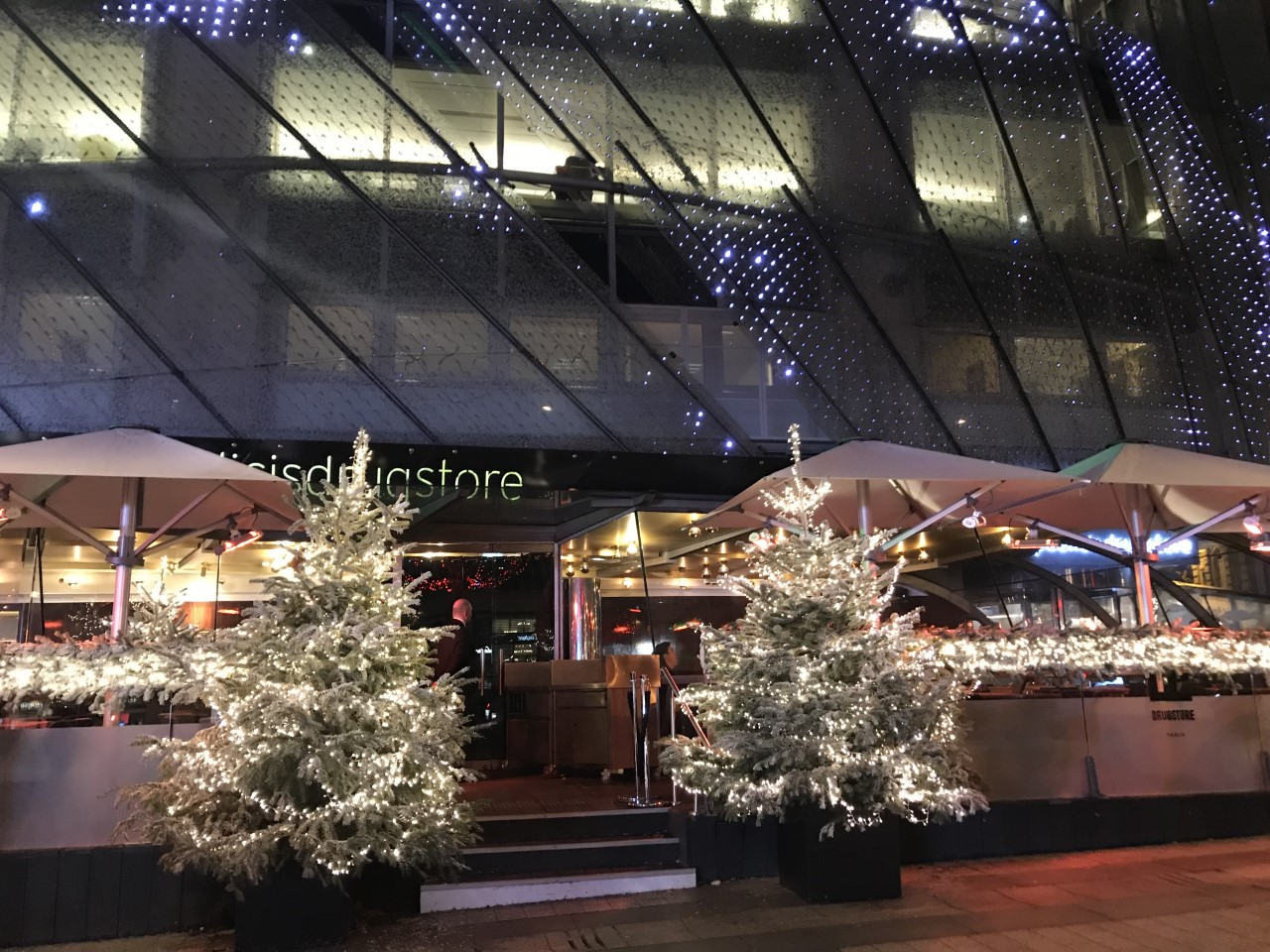
Entrée du Publicis Drugstore durant la période des fêtes (2014).
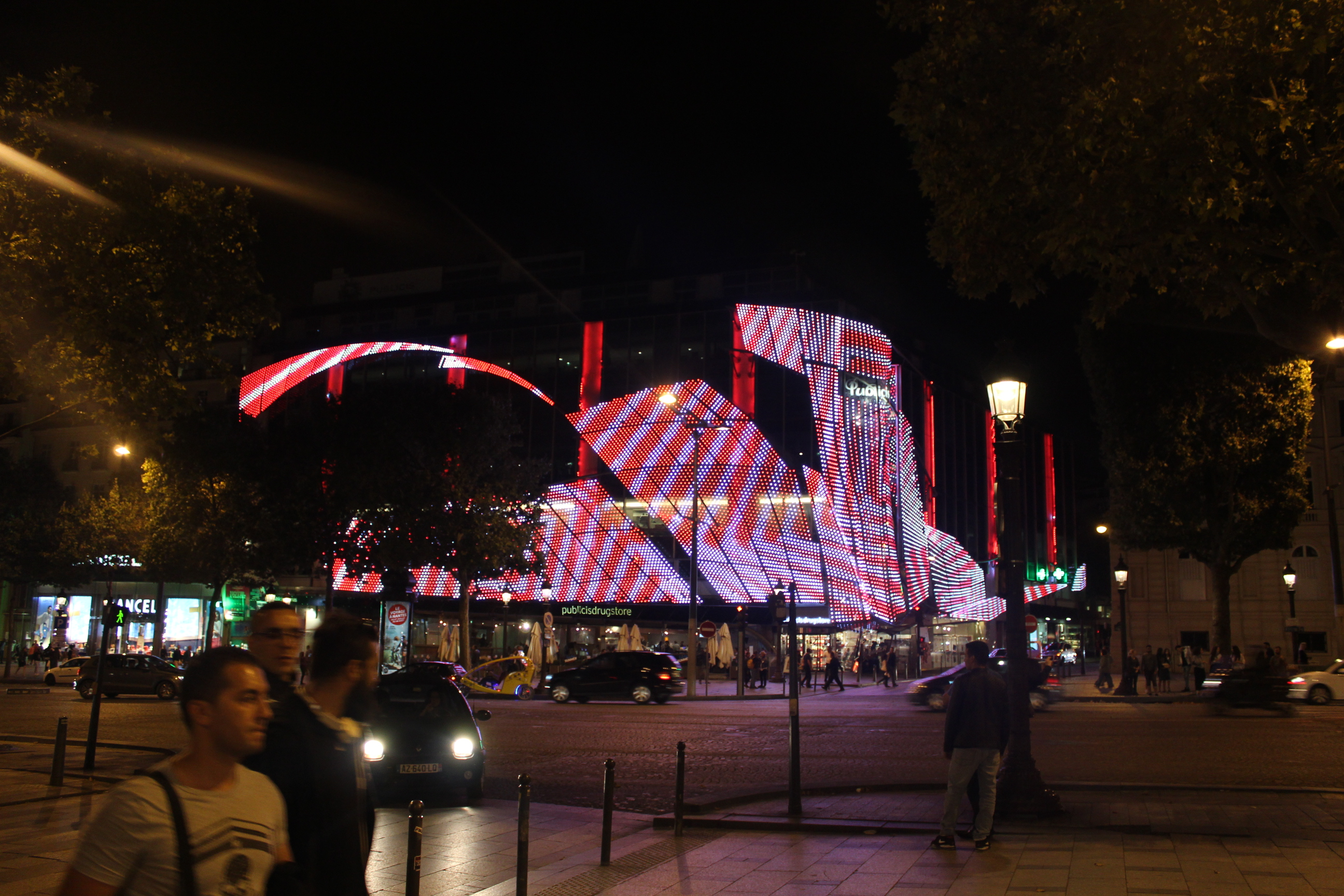
Éclairage nocturne du Publicis Drugstore (2016).
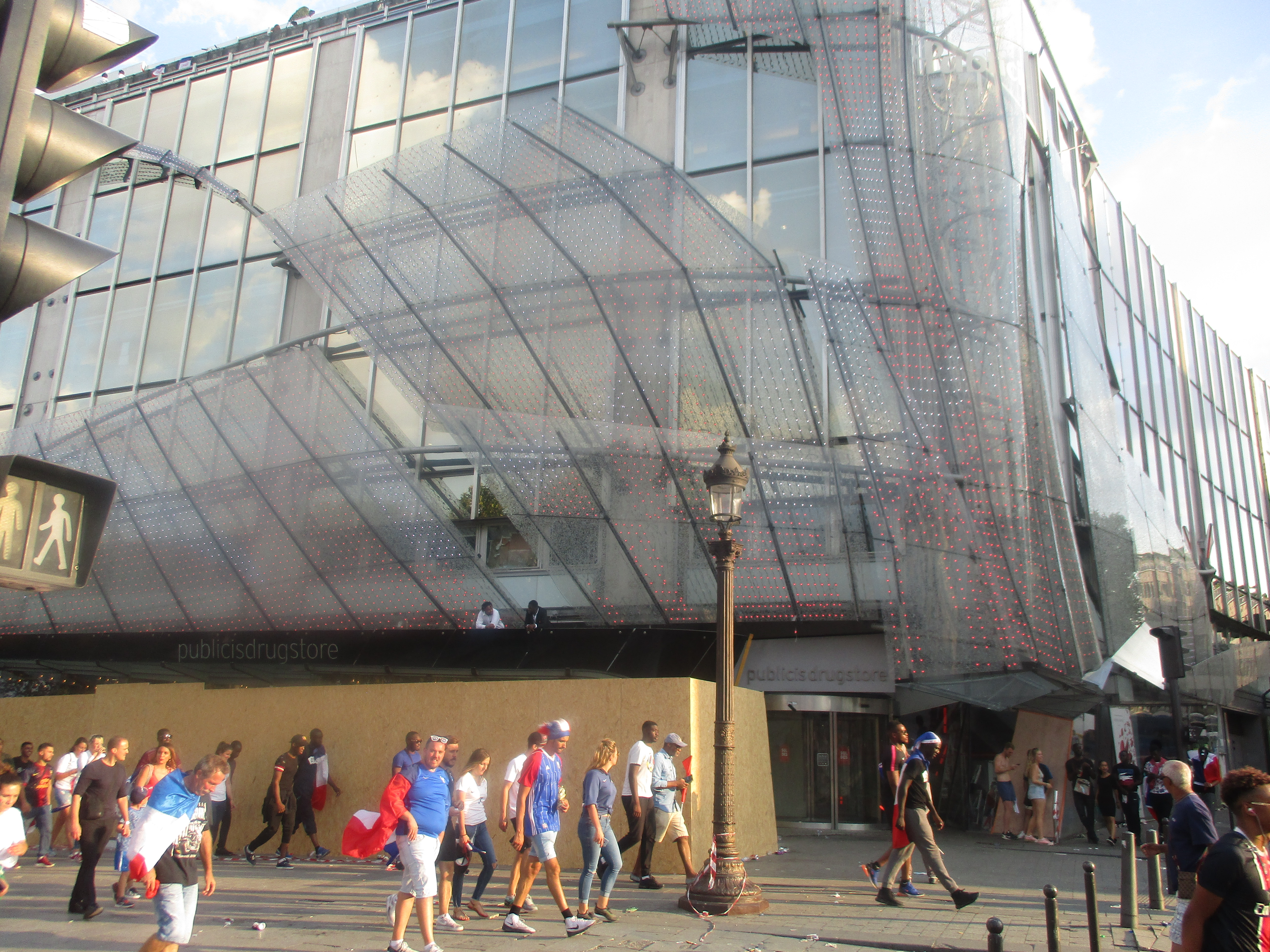
Façade du Publicis Drugstore protégée durant le mouvement des Gilets Jaunes (2018).

### Reportage radiophonique
- Les nuits de France Culture : Pour bien parler de la musique il faut la vivre de Patrick Eudeline (avec Hélène Azera) : , ancien de la bande du Drugstore qui évoque la « faune » du Publicis et des lieux fréquentés par les minets des années 1960 : podcast du 18 octobre 2024.